# 25029 Людвігґессе
25029 Людвігґессе (25029 Ludwighesse) — астероїд головного поясу, відкритий 26 серпня 1998 року.
Тіссеранів параметр щодо Юпітера — 3,334.